# Cypripedium irapeanum
Cypripedium irapeanum — вид многолетних травянистых растений секции Irapeana рода Башмачок (Cypripedium), семейства орхидных (Orchidaceae). 
Относится к числу охраняемых видов (II приложение CITES).

## Ботаническое описание

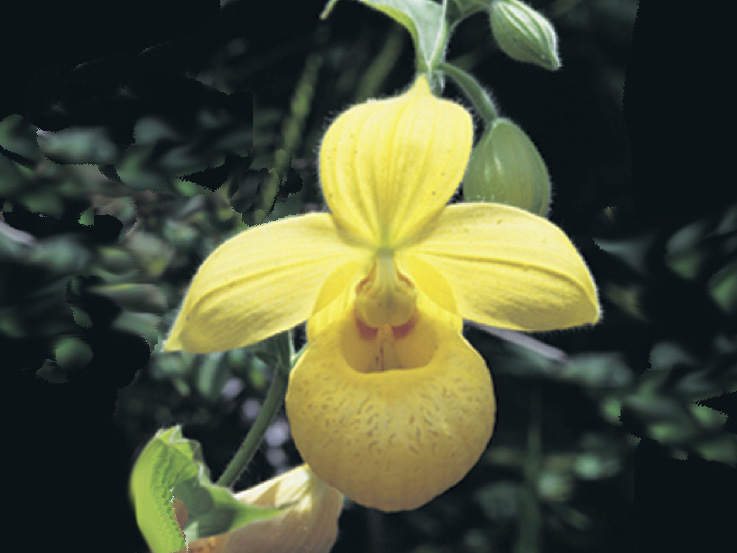

Травянистые многолетники высотой (0,6—) 0,8—1,6 метра. Стебли прямостоячие, круглые в сечении. Корни примерно 1—2 мм в диаметре. Подземные корневища, короткие, толстые, около 5 мм длиной. 
Листья спирально расположены вдоль стебля, в количестве 10—16 (—20), ланцетно-яйцевидные, яйцевидные к эллиптически-яйцевидным, заметно складчатые, зелёные, бледнее на нижней стороне.
Соцветие длиной до 15 см, с 1—6 цветками.
Цветки крупные, эффектные, 8—12 см высотой, шириной 9,7 см, ярко-бледно-жёлтого цвета, базальные края губ и стаминодий помечены красным цветом. 
Цветёт с конца июня до начала сентября.
Вид отличается изменчивостью. Вполне вероятно, что более детальные молекулярные исследования приведут к выделению других таксонов. 

## Распространение
Мексика, Гватемала, Гондурас.
Открытые участки на горных склонах и скальных обнажениях, а также во вторичных лесах и зарослях кустарников. В зрелых лесах встречаются, но обычно не цветут из-за недостатка освещенности. Предпочитает участки с влажной почвой на известняках, базальтах, глинах. Как и многие другие мексиканских орхидеи, этот вид имеет период активного роста во время сезона дождей. Стебли появляются в июне. Цветет с июня по октябрь, но в основном в августе. Семена созревают в апреле, или, возможно, раньше. Надземные части растения являются сухими в течение зимы (начало в декабре и январе) и половину весны.

## В культуре
Наряду с Cypripedium dickinsonianum и Cypripedium molle, этот вид не выращивается а культуре. Причины неудач неизвестны. На форумах появлялась информация из Германии о том, что несколько растений успешно выращивались и даже цвели, но фотографий представлено не было.  
Зоны морозостойкости: 10 и выше.
По данным The International Orchid Register на конец 2016 года грексов не зарегистрировано.

## Классификация

### Таксономия
Вид Cypripedium irapeanum входит в род Башмачок (Cypripedium) семейства Орхидные (Orchidaceae) порядка Спаржецветные (Asparagales).
|  |                                      |  |                                                             |                                                             |                    |  | ещё 24 семейства (согласно Системе APG II) | ещё 24 семейства (согласно Системе APG II) |                           |  |  |  | ещё около 45 видов |
|  |                                      |  |                                                             |                                                             |                    |  | ещё 24 семейства (согласно Системе APG II) | ещё 24 семейства (согласно Системе APG II) |                           |  |  |  | ещё около 45 видов |
|  |                                      |  |                                                             | порядок Спаржецветные                                       |                    |  |                                            |                                            | род Башмачок              |  |  |  |                    |
|  |                                      |  |                                                             | порядок Спаржецветные                                       |                    |  |                                            |                                            | род Башмачок              |  |  |  |                    |
|  | отдел Цветковые, или Покрытосеменные |  |                                                             |                                                             | семейство Орхидные |  |                                            |                                            | вид Cypripedium irapeanum |  |  |  |                    |
|  | отдел Цветковые, или Покрытосеменные |  |                                                             |                                                             | семейство Орхидные |  |                                            |                                            |                           |  |  |  |                    |
|  |                                      |  | ещё 44 порядка цветковых растений (согласно Системе APG II) | ещё 44 порядка цветковых растений (согласно Системе APG II) |                    |  |                                            | ещё около 880 родов                        | ещё около 880 родов       |  |  |  |                    |
|  |                                      |  |                                                             | ещё 44 порядка цветковых растений (согласно Системе APG II) |                    |  |                                            |                                            | ещё около 880 родов       |  |  |  |                    |